# Jadwiga Wilejto
Jadwiga Wilejto (* 22. Januar 1949 in Rzeszów als Jadwiga Szoszler) ist eine ehemalige polnische Bogenschützin.

## Karriere
Jadwiga Wilejto wurde 1971 Weltmeisterin mit der polnischen Mannschaft. Ein Jahr später nahm sie in München erstmals an den Olympischen Sommerspielen teil. Wilejto belegte im Einzel den 18. Rang. Vier Jahre später bei den Olympischen Spielen in Montreal wurde sie im Einzelwettbewerb Sechste. Es folgte Silber im Einzel bei den Weltmeisterschaften 1977. Zudem gewann Wilejto bei den Europameisterschaften 1978 Silber mit der Mannschaft und Bronze im Einzel. Bei ihrer dritten und letzten Olympiateilnahme in Moskau 1980 wurde sie Elfte im Einzelwettbewerb.